# Alto, biondo e... con una scarpa nera
Alto, biondo e... con una scarpa nera (Le Grand Blond avec une chaussure noire) è un film del 1972 diretto da Yves Robert.
È il primo film in cui compare il personaggio di François Perrin, interpretato dall'attore francese Pierre Richard anche in altri film tra cui il seguito Il grande biondo (1974), Professione... giocattolo (1976), Infedelmente tua (1976) e La capra (1981).
Nel 1973 è stato presentato in concorso alla 23ª edizione del Festival di Berlino, aggiudicandosi un orso d'argento.
Nel 1985 ne è stato girato un remake dal regista statunitense Stan Dragoti, intitolato L'uomo con la scarpa rossa, con Tom Hanks come protagonista.

## Trama
Dopo aver scoperto che il colonnello Bernard Milan vuole soffiargli il posto, il capo dei servizi segreti francesi Louis Toulouse escogita uno stratagemma per rovinare il subalterno e sbarazzarsi di lui. Sapendo che Milan lo controlla con microspie disseminate dappertutto, gli fa credere di avere misteriosi legami con una superspia e incarica il suo braccio destro Terrache di scegliere un uomo a caso tra i passeggeri in arrivo all'aeroporto di Orly.
La scelta di Terrache cade sul timido e bonario violinista François Perrin, sceso dall'aereo con una scarpa nera e una marrone per uno scherzo dei suoi compagni d'orchestra, che da quel momento viene seguito e sorvegliato a vista. Milan cade nella trappola ma non riuscendo a venirne a capo (l'ignaro Perrin si comporta tutt'altro che come una spia...) incarica una delle sue agenti, la bella Christine, di sedurlo per carpire il suo segreto.
Perrin viene coinvolto in una serie di eventi sempre più singolari da cui sfugge per pura fortuna, fino a che Milan decide di farlo eliminare. Mentre le spie del colonnello e gli agenti di Toulouse si eliminano a vicenda, Perrin viene salvato da Christine che si è innamorata di lui, e con la quale riesce infine ad imbarcarsi per Rio de Janeiro.

## Produzione
Lo spunto per il film venne al regista Yves Robert, appassionato di spionaggio e ispirato dal romanzo La Cinquième Corde dello scrittore e violinista israeliano Igal Shamir, mentre l'idea di aggiungere la presenza di un personaggio ignaro e "innocente" fu di Alain Poiré, produttore storico della Gaumont. Per scrivere la storia Robert si rivolse dapprima a Jean-Loup Dabadie, co-sceneggiatore del suo precedente film Clérambard, che però declinò l'offerta non sentendosi in sintonia con l'argomento. La scelta finale ricadde perciò su Francis Veber, fresco autore della commedia di successo C'era una volta un commissario... per il regista Georges Lautner.
Secondo quanto affermato da Veber, il regista si presentò con un'idea vaga su una parodia dei film di spionaggio da intitolare La Boîte d'allumettes ("La scatola di fiammiferi") e su «un tizio che arriva in un aeroporto e compie un gesto, tuttavia non sa che questo gesto viene interpretato come una specie di codice dai servizi segreti presenti... questo tizio sarà la loro vittima e vivrà un incubo».
Per il ruolo di protagonista Robert pensò a Claude Rich, che aveva già diretto nel 1965 in Les Copains, ma Veber propose Pierre Richard, la cui atipica natura comica pensava sarebbe potuta servire al personaggio. Il regista si mostrò subito d'accordo e nonostante l'iniziale titubanza della Gaumont il film fu costruito su Richard a partire dal titolo, Le Grand Blond avec une chaussure noire. La scelta si rivelò azzeccata e il personaggio di François Perrin, il Grand Blond, sarebbe stato ripreso da Veber altre sette volte negli anni successivi e quasi sempre interpretato da Richard.
Yves Robert dovette impuntarsi anche per assegnare al noto caratterista Jean Carmet il ruolo di Maurice, per il quale la casa di produzione aveva inizialmente pensato a Jean Lefebvre, mentre per quello di Christine il regista pensò a Anny Duperey ma Poiré gli consigliò di contattare Mireille Darc, che accettò anche su consiglio del suo compagno Alain Delon.

## Distribuzione
Il film uscì nelle sale francesi il 6 dicembre 1972.

### Date di uscita
- Francia (Le Grand Blond avec une chaussure noire) - 6 dicembre 1972
- Belgio (Le Grand Blond avec une chaussure noire) - 23 marzo 1973
- Paesi Bassi (De grote blonde met één zwarte schoen) - 12 aprile 1973
- Danimarca (Skyg den høje lyse med den sorte sko) - 23 aprile 1973
- USA (The Tall Blond Man with One Black Shoe) - 30 agosto 1973
- Svezia (Den långe blonde med en svart doja) - 3 settembre 1973
- Spagna (El gran rubio con un zapato negro) - 30 settembre 1973
- Finlandia (Pitkä vaalea mustakenkäinen) - 16 novembre 1973
- Germania Ovest (Der große Blonde mit dem schwarzen Schuh) - 14 dicembre 1973
- Irlanda (The Tall Blond Man with One Black Shoe) - 10 maggio 1974
- Polonia (Tajemniczy blondyn w czarnym bucie) - 20 ottobre 1974
- Ungheria (Magas, szőke férfi felemás cipőben) - 14 novembre 1974

## Accoglienza
Il film si rivelò un successo al botteghino, entrando nella top ten dei migliori incassi del 1972. Per Yves Robert si trattò del ritorno al successo commerciale dopo la delusione di Clérambard e la commedia rappresentò un trampolino per Pierre Richard e Jean Carmet, nonché una conferma per Jean Rochefort e Mireille Darc.

### Critica
Il critico Roger Ebert ha definito il film «troppo rilassato e sicuro di sé», aggiungendo che «le commedie dovrebbero correre più rischi di quanto faccia questo film», mentre sul sito AllMovie, Craig Butler lo giudica «una commedia di spionaggio coinvolgente e senza troppe pretese» e Pierre Richard «semplicemente delizioso... il suo tempismo è impeccabile, può essere sia sfumato che esagerato e le sue doti comiche fisiche sono eccellenti».

## Riconoscimenti
1973
- Festival internazionale del cinema di Berlino
Orso d'argento
Nomination Orso d'oro
- National Board of Review
Nomination Miglior film straniero

1976
- Goldene Leinwand
Goldene Leinwand alla Tobis Filmkunst (distributore per la Germania Ovest)

## Colonna sonora
Nel 1973, l'etichetta francese Disques Déesse ha pubblicato la colonna sonora del film in un album contenente anche quella di L'idolo della città, altro film diretto da Yves Robert.